# Silvio Gai
Silvio Maria Giuseppe Francesco Gai (Roma, 5 agosto 1873 – Livorno, 1º novembre 1967) è stato un economista, dirigente d'azienda e politico italiano.

## Carriera
All'epoca delle prime applicazioni pratiche dell'elettricità, alla fine del XIX secolo, avviò a Roma una officina per la costruzione di apparecchi elettrostatici per uso medico. L'insuccesso economico dell'impresa lo costrinse a cercare lavoro a Genova, prima in una fabbrica di motori elettrici, poi a bordo di un transatlantico, quindi, come operaio in una piccola centrale elettrica di Isola della Scala (VR). Acquistata, con il lavoro, una buona conoscenza in materia, divenne progettista e costruttore di motori elettrici presso stabilimenti industriali e, infine, al Cantiere Orlando di Livorno, dove attuò la trasformazione dei macchinari, prima mossi dal vapore, all'uso dell'elettricità. Nel 1908 venne assunto come direttore e amministratore delegato della "Aziende industriali elettriche".
Recatosi a Recanati per adattare un mulino all'impiego dell'energia elettrica, sviluppò l'impresa fino a creare la Società Marchigiana di Elettricità la quale - con la costruzione di nuove centrali idriche di produzione e con una rete di trasporto di energia a distanza - elettrificò tutta la Regione. Il fallimento della Banca di Sconto comportò la fine della Società Marchigiana, che fu assorbita dalla Unione Servizi Elettrici di Milano.

### Adesione al Partito Fascista
Era nato, intanto, il movimento fascista, al quale aderì attivamente già nel 1920, riuscendo, in breve tempo, a divenire il capo del fascismo locale e organizzando le prime squadre d'azione in provincia di Ancona nel 1920. Nel maggio 1921 fu eletto deputato nei Blocchi Nazionali per i Fasci di combattimento . Il 13 giugno dello stesso anno, giorno d'inaugurazione dei lavori della XXVI legislatura, Gai fu protagonista di un fatto mai accaduto prima che rimarcò ulteriormente la crisi del sistema democratico italiano. Insieme al compagno di partito Giuseppe Bottai guidò il gruppo di parlamentari fascisti che aggredì il deputato comunista Francesco Misiano e lo obbligò con la forza ad abbandonare Palazzo Montecitorio.
Ad inizio agosto 1922 Gai guidò l'occupazione fascista di Ancona, una delle ultime città dove continuava a sopravvivere un forte movimento antifascista. Nel corso degli attacchi, gli squadristi assassinarono sei persone. Le sedi anconetane del Partito Socialista, del Partito Repubblicano e i vari circoli anarchici vennero saccheggiati e distrutti. La presa di Ancona costituì, su scala nazionale, un tassello fondamentale in vista di una futura occupazione fascista di Roma.
Dopo la marcia su Roma entrò a far parte, come sottosegretario del Ministero del Lavoro, del primo Governo Mussolini, fino all'aprile 1923. Fu rieletto deputato nelle Marche nel 1924 nel listone fascista, restando parlamentare fino al 1929 . Fu luogotenente generale della Milizia Volontaria Sicurezza Nazionale. La sua azione nel campo del nascente problema dell'energia, nell'Italia che si stava rapidamente industrializzando, si rivolse alla emergente nuova fonte energetica del petrolio. Scrisse alcuni libri sull'argomento e divenne una autorità in materia pur continuando a ricoprire numerosi incarichi presso grandi aziende elettriche.
Tenendo conto degli insegnamenti derivati dagli eventi della guerra civile spagnola, cui aveva preso parte, progettò dei grandi serbatoi di carburante interrati, al riparo degli attacchi aerei. Propose un piano per la loro costruzione in punti strategici del territorio nazionale e delle colonie che, benché accettato dal Governo, fu realizzato solo in piccola parte. Avendo intuito l'importanza per l'economia nazionale dello sfruttamento dei giacimenti di gas naturale (metano) esistenti in Emilia e nella Valle Padana, promosse vari studi sul teme e propose, nel 1940, di costituire un ente apposito per coordinare la produzione e lo sfruttamento del metano: l'Ente Nazionale Metano, del quale fu nominato presidente.
Nell'aprile 1939 Gai era stato nominato Senatore del Regno, su candidatura personale.

### Nella RSI

Il ministro Silvio Gai

Dopo l'armistizio dell'8 settembre 1943, l'Ente rimase a Nord, nella zona di produzione del gas, nel territorio della Repubblica Sociale Italiana di Mussolini, continuando a sviluppare la produzione e la distribuzione del gas con una rete di metanodotti lunga più di 600 chilometri.
Gai entrò in quel governo il 29 settembre, nominato Ministro per l'Economia Corporativa, incarico che durò pochi mesi, perché, nel dicembre 1943, fu dimissionato per essersi opposto alle intenzioni tedesche di trasferire operai e macchinari delle industrie italiane in Germania e per contrasti sulla socializzazione delle imprese. Fu nominato presidente dell'"Ente metano e carbonio carburante".

### Dopoguerra
Al termine del conflitto, fu rimosso dalla carica di senatore dall'Alta Corte di Giustizia per le Sanzioni contro il Fascismo, con sentenza del 31 luglio 1945. Dopo aver perduto tutti i ruoli istituzionali, si dedicò a una nuova ma ancora prematura iniziativa, quella dello sfruttamento dei rifiuti urbani per ottenere materiali riciclabili e concimi organici, mettendo in pratica un brevetto dell'ingegnere Marcovigi.
Furono realizzati degli impianti pilota a Viterbo e a Cagliari, ma l'iniziativa non riuscì a decollare per il disinteresse del mercato ancora estraneo all'idea che i rifiuti potessero avere una qualche utilizzazione ed essere un materiale valorizzabile industrialmente.

### Gli ultimi anni
Trascorse i suoi ultimi anni nel quartiere livornese di Antignano, cercando di sostenere le sue convinzioni politiche e, all'età di 90 anni, si presentò ancora alle elezioni politiche nelle Marche ottenendo un'affermazione.